# Брюстер (переписна місцевість, Массачусетс)
Брюстер (англ. Brewster) — переписна місцевість (CDP) в США, в окрузі Барнстебел штату Массачусетс. Населення — 2028 осіб (2020).

## Географія
Брюстер розташований за координатами 41°45′39″ пн. ш. 70°4′13″ зх. д. / 41.76083° пн. ш. 70.07028° зх. д. (41.760932, -70.070392).  За даними Бюро перепису населення США в 2010 році переписна місцевість мала площу 10,18 км², з яких 10,03 км² — суходіл та 0,15 км² — водойми.

## Демографія
Згідно з переписом 2010 року, у переписній місцевості мешкало 2000 осіб у 984 домогосподарствах у складі 561 родини. Густота населення становила 196 осіб/км².  Було 2156 помешкань (212/км²).
Расовий склад населення:
| - 96,8 % — білих - 1,5 % — азіатів - 0,4 % — чорних або афроамериканців - 0,3 % — корінних американців |

До двох чи більше рас належало 0,7 %. Частка іспаномовних становила 1,2 % від усіх жителів.
За віковим діапазоном населення розподілялося таким чином: 13,6 % — особи молодші 18 років, 51,3 % — особи у віці 18—64 років, 35,1 % — особи у віці 65 років та старші. Медіана віку мешканця становила 57,9 року. На 100 осіб жіночої статі у переписній місцевості припадало 84,3 чоловіків;  на 100 жінок у віці від 18 років та старших — 82,7 чоловіків також старших 18 років.
Середній дохід на одне домашнє господарство  становив 82 973 долари США (медіана — 63 245), а середній дохід на одну сім'ю — 97 764 долари (медіана — 75 331). За межею бідності перебувало 7,4 % осіб, у тому числі 8,7 % дітей у віці до 18 років та 1,7 % осіб у віці 65 років та старших.
Цивільне працевлаштоване населення становило 962 особи. Основні галузі зайнятості: освіта, охорона здоров'я та соціальна допомога — 24,1 %, науковці, спеціалісти, менеджери — 18,1 %, фінанси, страхування та нерухомість — 10,5 %, роздрібна торгівля — 9,3 %.